# Маршал Устинов (ракетен крайцер, 1982)
„Маршал Устинов“ е ракетен крайцер на Руския военноморски флот. Втори кораб от проекта 1164 „Атлант“, влиза в състава на Северния флот на Русия. Построен от корабостроителния завод „61 комунара“ в Николаев. Наречен в чест на Министъра на отбраната на СССР, маршалът на Съветския съюз Дмитрий Устинов. Намира се в строй от 1986 г. 1994 – 1997 г., 2001 г. и 2011 – 2016 г. преминава ремонт и модернизация.

## История
На 5 октомври 1978 г. крайцерът е заложен на стапела на Николаевския корабостроителен завод „61 комунара“ под името „Адмирал Флота Лобов“. На 25 февруари 1982 г. е спуснат на вода.

### 1986 – 2011
На 15 септември 1986 г. влиза в строй. На 5 ноември 1986 г. крайцерът е преименуван на „Маршал Устинов“ и е включен в състава на Червенознаменния Северен флот.
От декември 1987 г. до юни 1988 г. изпълнява задачи на бойната служба в Средиземно море.
През 1989 г. – изпълнява задачи на бойната служба в Средиземно море.
В периода 21−29 юли 1989 г. има официална визита във военноморската база Норфолк, щата Вирджиния (САЩ).През 16−20 юли 1991 г. – визита във военноморската база Мейпорт, щата Флорида (САЩ). През 30 юни − 5 юли 1993 г. – визита в Халифакс (Канада).
От 1994 г. до 17 декември 1997 г. крайцерът преминава планов ремонт в Петербургското АД „Северная верф“, продължаващ три години. В хода на ремонта е заменена главната енергетична установка. Основно въоръжение на кораба, в хода на този ремонт, стават ракетите П-1000 „Вулкан“, но със стартови двигатели от П-500 „Базалт“, което ограничава максималната далечина на стрелбата с тях.
През май 1995 г. – участва в качеството на флагмански кораб във военноморския парад в Санкт Петербург в чест на 50-годишнината от победата във Великата Отечествена война. През юли 1996 г. – участва в качеството на флагмански кораб във военноморския парад в Санкт Петербург в чест на 300 години Руски флот;
През януари 2001 г. има навигационен ремонт на СРЗ-35 ОАО „Звездочка“. На 21 февруари 2001 г. над крайцера взема попечителство град Минск, столицата на Беларус, делегация от който посещава намиращия се в ремонт кораб. Юридически този факт е скрепен с договор, който подписват председателят на Минския горизпълком и командирът на кораба.
От 21 септември до 22 октомври 2004 г. участва в далечния поход на корабната авионосна група на Северния флот в североизточната част на Атлантика.
На 17 юли 2008 г. – крайцерът изпълнява патрулиране на водите на Северния ледовит океан около Шпицберген, приемайки смяната от големия противолодъчен кораб „Североморск“, по причина че „Норвегия пречи на работата в тези води на руските рибари“.

### Основен ремонт и модернизация (2011 – 2016)
От юли 2011 г. до декември 2016 г. крайцерът преминава основен ремонт и модернизация в кораборемонтния завод „Звёздочка“, в хода на които е проведен ремонт на корпусните конструкции на кораба, механизмите на винторулевата група, главната силова установка, общокорабните системи на крайцера, а също така модернизация на системите на радиоелектронното въоръжение със замяна на аналоговите устройства с цифрови (корабът получава трикоординатната РЛС за далечен обзор „Подберьозовик“ и оптимизираната за откриване на нисколетящи цели станция „Фрегат-М2М“ с фазирани антенни решетки; модернизационните работи засягат всички основни комплекси на радиоелектронното въоръжение, в т.ч. и средствата за РЕБ).
Сроковете за приключване на ремонта нееднократно са променяни: така например, на 1 декември 2014 г. е обявяно, че корабът ще започне програмата на заводските ходови изпитания през третия квартал на 2015 г.; през декември 2015 г. източници в Обединената корабостроителна корпорация съобщават, че излизането в морето се планира не по-рано от юли 2016 г. Впоследствие срокът за изпитанията е пренесен за есента на 2016 г. Заводските ходови изпитания на крайцера преминават от 30 октомври до 30 ноември 2016 г. На 24 декември корабът напуска акваторията на предприятието и се насочва към Североморск, където пристига на 27 декември.

### 2017 – понастоящем
През април 2017 г. крайцерът се връща в бойния строй.
На 12 май 2017 г. крайцерът „Маршал Устинов“ с крилати ракети на борда излиза на учения в Баренцево море.
На 4 юли 2017 г. съвместно с големия противолодъчен кораб „Вицеадмирал Кулаков“ започва междуфлотски преход от Североморск към Балтика за участие във военноморския парад в Санкт Петербург в Деня на ВМФ.
На 30 юли 2017 г. участва в главния военноморски парад в Санкт Петербург (преминаване през Кронщатския рейд) в чест на Деня на ВМФ на Русия.
На 5 декември 2017 г. изпълнява учебно-бойни задачи в полигоните за бойна подготовка в Баренцово море по отразяване на условни въздушни атаки от изтребители Су-33.
От 5 юли до 23 ноември 2018 г., в състава на отряд бойни кораби на СФ, извършва далечен морски поход. За това време крайцерът е флагман в Главния военноморски парад в град Кронщад, взема участие в междуфлотските учения на ВМФ на Русия в Балтийско и Средиземно море, а също така посещава столицата на Алжир, порт Лимасол (Кипър) и испанското пристанище Сеута. В Средиземно море крайцерът изпълнява задачи от 11 август до 12 ноември. За това време той взема участие в ред съвместни мероприятия с корабите от групировката на руския ВМФ, действаща в Средиземно море на постоянна основа. За времето на похода екипажът на крайцера провежда редица учения по противолодъчна и противовъздушна отбрана, а също така по оказване на помощ на търпящи бедствие в морето.
От 3 юли 2019 г. до 8 февруари 2020 г. се намира на далечен морски поход. На 3 юли отплава от Североморск за участие в Главния военноморски парад в Санкт Петербург. Взема участие в ученията на Военноморския флот на Русия „Океански щит-2019“, на 22 август влиза в акваторията на Средиземно море. На 26 октомври 2019 г. пристига на границата на икономическата зона на Западна Сахара и Мавритания. На 9 януари 2020 г. крайцерът участва в съвместните военни учения на Северния и Черноморския флотове в акваторията на Черно море. На „Маршал Устинов“ се разполага походният щаб и се намира президентът Владимир Путин, който от борда на крайцера наблюдава за хода на съвместните учения с изпълнение на ракетни стрелби. Крайцерът прекарва в далечен морски поход 220 дни, изминава около 42 хиляди мили (над 77 хиляди километра) и посещава Алжир, Египет, Турция, Гърция, Кипър, екваториална Гвинея и ЮАР.
През първата половина на февруари 2021 г. на два пъти излиза от Североморск в Баренцево море за артилерийски стрелби, изпълняване на комплексни учебно-бойни задачи и подсигуряване на безопасността на корабоплаването.

## Командири
- Верегин, Владимир Дмитриевич (1984 – 1989), капитан 1-ви ранг
- Фрунза, Г. И. (1989 – 1991), капитан 2-ри ранг
- Авакянц, Сергей Йосифович (1991 – 1996), капитан 1 ранг
- Кулиев, И. Н. (1996 – 1998), капитан 1 ранг
- Собгайда, А. В. (1998 – 2002), капитан 1 ранг
- Жуга, С. Ю. (2002 – 2005), капитан 1 ранг
- Кравченко, П. М. (2005 – 2008), капитан 1 ранг
- Неклюдов, И. В. (2008 – 2011), капитан 1 ранг
- Алантиев, С. Г. (2011 – 2018), капитан 1 ранг
- Кузмин, Владимир Вячеславович (2018 – 2020), капитан 1 ранг.
- Кривогузов, Андрей Юриевич[25] (2020 – понастоящем), капитан 2 ранг.
- Емелияненко, Максим Александрович (2023 – понастоящем), капитан 1 ранг.

## Параметри
Корабостроителни елементи
- Водоизместимост – 11 280 т
- Дължина – 186,5 м
- Ширина – 20,8 м
- Височина от кила до клотика – 42,5 м
- Газене, максимално – 7,6 м
- Мощност на ГЕУ (главната енергетична установка) – газотурбинна, 4х22500 к.с + COGAS 2 х 10000 л. с. (ГЕУ е разработена и построена от ГП НПКГ „Зоря“ – „Машпроект“)

Ходови характеристики
- Скорост на хода – 32 възела(60 км/ч)
- Далечина на плаване – 7500 мили (13 900 км)
- Автономност- 30 денонощия
- Екипаж – 476 (510) души, в т.ч. 62 офицера

Въоръжение
Главното оръжие на кораба са 16 пускови установки за крилати ракети „Вулкан“.

## Фотогалерия
- Гюйс щок с гюйса на ВМФ на СССР, на ракетния крайцер „Маршал Устинов“.
- Пусковите установки на ЗРК С-300Ф „Форт“
- „Маршал Устинов“ в Мейпорт (САЩ), 16 юли 1991 г.
- „Маршал Устинов“ в северния Атлантик, юни 1993 г.
- „Маршал Устинов“ в Баренцево море, 2017 г.